# Цугцванг 2017 (фильм)
«Цугцванг» (нем. Zugzwang) — короткометражный дипломный фильм Сергея Рамза, ученика Алексея Попогребского в Moscow Film School.
Премьера фильма состоялась 8 июня 2017 года на фестивале «Кинотавр». Картина также была представлена зрителям на традиционном фестивале короткометражного кино «Короче» в городе Калининграде. Фильм прошел отбор из более 1500 заявок более 45 регионов России и других стран. Фильм был показан вместе с остальными 38 картинами, прошедшими в отборе на основной конкурс V Ежегодного фестиваля.
Кроме того, фильм участвовал в конкурсе фестивалей «ММКФ-российские программы», «Дух Огня», «Балтийские дебюты», «Bridge of Arts», «Sose International Film Festival», «Pure», также фильм демонстрировался в рамках Moscow Fashion Day и на различных закрытых площадках.

## Сюжет
Финальный матч коммерческого турнира по классическим шахматам должен пройти ожидаемо: многолетний чемпион ежегодно снимает кассу, легко обыгрывая всех претендентов. Но в этом году очередной претендент приготовил необычную стратегию.

## Интересные Факты
- Участник фестиваля «Кинотавр-2017» в номинации «Короткий метр»
- Диплом и специальное упоминание жюри на V ежегодном фестивале «Короче»
- Фильм «Цугцванг» стал дебютной работой композитора Сергея Хмылова.
- Эпизодическую роль в фильме сыграл киновед Всеволод Коршунов